# Nicholas Sparks
Nicholas Sparks (n. 31 decembrie 1965; Omaha, Nebraska, Statele Unite ale Americii) este un scriitor american. Sparks este cunoscut pentru bestseller-urile lui internaționale, care tratează teme ca creștinismul, drama sau adolescența. Zece dintre cărțile lui au fost adaptate cinematografic; Message in a Bottle, A Walk to Remember, The Notebook, Nights in Rodanthe, Dear John,The Last Song, Safe Heaven, The Best of Me, The Longest Ride, The Choise. 
În actualitate, Nicholas Sparks trăiește în New Bern, Carolina de Nord, cu soția sa Cathy și cu cei cinci copii ai lor.
1. ↑  Czech National Authority Database, accesat în 1 martie 2022
2. ↑  Autoritatea BnF, accesat în 10 octombrie 2015
3. ↑  CONOR.SI[*] Verificați valoarea |titlelink= (ajutor)